# Saint Lucias administrativa indelning
StatenSaint Lucia inom Brittiska samväldet  är indelad  i distrikt (engelska: districts), som tiidigare betecknades som quarters, här försvenskat till kvarter.  
Denna indelning etablerades utsprungligen av det franska kolonistyret och övertogs sedan av britterna och till sist av den självständiga styresmakten. 
Lokala val enligt brittisk modell upphörde 1979 och ersattes av centralt tillsatta råd.
Den nuvarande benämningen och indelningen i distrikt
trädde officiellt i kraft 31 mars 2014 Den omfattar 10 distrikt. Dess detaljer har inte utretts, men den har funnits tidigare och är dokumenterad från 1970.  Kartor från 1984 och senare visar emellertid en annan indelning med 11 kvarter. Den förekommer ännu 2021 ii många texter och kartor, bland annat på Google Maps.
Den officiella indelningen2021 i följande tabell har kompletterats med befolkningsuppgifter från en folkräkning 2010.
| Nr | Distrikt     | Huvudort     | Yta (km²) | Invånare (2010) | Karta                      |
| -- | ------------ | ------------ | --------- | --------------- | -------------------------- |
| 1  | Anse-la-Raye | Anse La Raye | 31        | 6 247           | Districten van Saint Lucia |
| 2  | Canaries     | Canaries     | 16        | 2 044           | Districten van Saint Lucia |
| 3  | Castries     | Castries     | 90        | 65 656          | Districten van Saint Lucia |
| 4  | Choiseul     | Choiseul     | 31        | 6 098           | Districten van Saint Lucia |
| 5  | Dennery      | Dennery      | 70        | 12 599          | Districten van Saint Lucia |
| 6  | Gros-Islet   | Gros Islet   | 101       | 25 210          | Districten van Saint Lucia |
| 7  | Laborie      | Laborie      | 38        | 6 701           | Districten van Saint Lucia |
| 8  | Micoud       | Micoud       | 78        | 16 284          | Districten van Saint Lucia |
| 9  | Soufrière    | Soufrière    | 51        | 8 472           | Districten van Saint Lucia |
| 10 | Vieux-Fort   | Vieux Fort   | 44        | 16 284          | Districten van Saint Lucia |
|    | Saint Lucia  | Castries     | 617       | 165 595         | Districten van Saint Lucia |

## Indelning i kvarter 1984–2014
Denna indelning omfattar 11 kvarter. På vidstående karta har kvartern 1 och 3–10 samma namn som distrikten ovan. Ett kvarter med nummer 2, Canaries, saknas. Det ingick då som en del av kvarter nummer 1 Anse-la-Raye. 
Den andra skillnaden gäller  kvartern med nummer 11 och 12 på kartan. I den ny gällande indelningen är nummer 11 Dauphin inlemmat i distrikt nummer Gros-Islet, och kvarter nummer 12 Praslin är inlemmat i distrikt nummer 8 Micoud. 